# Brezžičen prenos energije
Brezžičen prenos energije ali brezžičen prenos moči (ang. Wireless power ali Wireless energy transmission) je prenos električne energije do porabnika brez uporabe konvencionalnih žic. V bistvu je princip podoben kot pri brezžičnih (radio) komunikacijah, le da je pri prenosu energije precej bolj pomemben izkoristek - za praktično uporabo mora velik delik prenesene energije mora priti do porabnika, ne samo zelo majhen delček kot pri radiokomunikacijah.
Ta razvijajoča se tehnologija je uporabna, kjer ni možno uporabiti žic, bi bile le-te nevarne ali pa niso praktične. 
Obstaja več načinov: indukcija, elektromagnetna sevanje (radiacija) v obliki mikrovalovnih žarkov ali pa usmerjeni žarki kot npr. laser.